# Eiserne Brücke (Oberkirchen)
Die Eiserne Brücke bei Oberkirchen im Saarland ist eine 141 m lange Talbrücke mit einer Höhe von 27 m.
Die Metallbrücke steht auf mehreren Steinpfeilern und hatte zunächst einen Holzbelag, heute einen Metallbelag.
Die Brücke war Teil der Bahnstrecke Türkismühle–Kusel und ist heute Teil des Fritz-Wunderlich-Weges, eines Rad- und Wanderweges zwischen Freisen und Kusel (Rheinland-Pfalz).
Die Brücke wurde in den 1930er Jahren erbaut. Der Eisenbahnverkehr über die Eiserne Brücke wurde aufgrund von Schäden am Unterbau im Mai 1955 eingestellt. Ab den 1980er Jahren wurde die gesamte Eisenbahnstrecke stillgelegt und ein Bahntrassenradweg angelegt.
Am 27. Juni 2014 wurde die Brücke aufgrund von gravierenden Baumängeln gesperrt. Die Holzbohlen waren stark beschädigt und der Oberbelag durchgefault. An der Stahlkonstruktion waren Korrosionsschäden und Betonabplatzungen aufgetreten. Für den Rad- und Wanderweg wurde eine Umleitung eingerichtet.
2021/2022 erfolgte die Sanierung der Eisernen Brücke als Bestandteil des Fritz-Wunderlich-Weges.
Von der Brücke hat man einen weiten Ausblick über das Ostertal.